# XXXXVIII Corpo Panzer (Alemanha)
O XXXXVIII Corpo Panzer foi um corpo de Exército da Alemanha que atuou na Segunda Guerra Mundial formado a partir do XXXXVIII Corpo de Exército em Junho de 1942. Participou da Operação Barbarossa onde lutou em Ostrov, Lutsk, Dubno, Kirovgrad, Kremenchug, Lubny, Romny, Lovov e Kursk.
Mais tarde lutou em operações de defensiva ao redor de Kursk lutando em seguida ao redor de Stalingrado. Durante a primavera de 1943 lutou em Aksai, Kalinov, Tormosin e Morozovsk. Particippou da Operação Zitadelle (Kursk) e mais tarde lutou em Radomyshl, Berdichev e Busko Zdrog. Recuou por entre a Polônia e encerrou a sua participação na guerra no Elbe.

## Comandantes
| Comandante                                                        | Data                                            |
| ----------------------------------------------------------------- | ----------------------------------------------- |
| General der Panzertruppen Rudolf Veiel                            | 21 de junho de 1942 - 1 de novembro de 1942     |
| Generalleutnant Ferdinand Heim                                    | 1 de novembro de 1942 - 19 de novembro de 1942  |
| General der Panzertruppen Hans Cramer                             | 19 de novembro de 1942 - 25 de novembro de 1942 |
| General der Panzertruppen Heinrich Eberbach                       | 26 de novembro de 1942 - 30 de novembro de 1942 |
| General der Panzertruppen Otto von Knobelsdorff                   | 30 de novembro de 1942 - 6 de maio de 1943      |
| General der Infanterie Dietrich von Choltitz                      | 6 de maio de 1943 - 30 de agosto de 1943        |
| General der Panzertruppen Otto von Knobelsdorff                   | 30 de agosto de 1943 - 30 de setembro de 1943   |
| General der Infanterie Dietrich von Choltitz                      | 30 de setembro de 1943 - 21 de outubro de 1943  |
| General der Panzertruppen Heinrich Eberbach                       | 22 de outubro de 1943 - 14 de novembro de 1943  |
| General der Panzertruppen Hermann Balck                           | 15 de novembro de 1943 - 4 de agosto de 1944    |
| General der Panzertruppen Walther Nehring                         | 4 de agosto de 1944 - 19 de agosto de 1944      |
| General der Panzertruppen Fritz-Hubert Gräser                     | 19 de agosto de 1944 - 20 de setembro de 1944   |
| General der Panzertruppen Maximilian Reichsfreiherr von Edelsheim | 20 de setembro de 1944 - 31 de março de 1945    |
| Generalleutnant Wolf Hagemann                                     | 31 de março de 1945 - 8 de maio de 1945         |

## Área de Operações
- Frente Oriental, Setor Sul (Junho de 1941 - Junho de 1943)[3]
- Frente Oriental, Setor Central (Junho de 1943 - Janeiro de 1945)
- Polônis (Janeiro de 1945 - Fevereiro de 1945)
- Silésia & Leste da Alemanha (Fevereiro de 1945 - Maio de 1945)

## Ordem de Batalha
- Arko 144[3]
- Korps-Nachrichten Abteilung 448
- Norps-Nachschub Truppen 448
- Ost-Bataillon 448